# 箭竹苗族乡
箭竹苗族乡，是中华人民共和国四川省泸州市古蔺县下辖的一个乡镇级行政单位。

## 行政区划
箭竹苗族乡下辖以下地区：
团结村、富强村、富华村、聚贤村、大雄村、蔓岭村、乐园村和前丰村。

## 中国传统村落
2013年8月，团结村苗寨被评为第二批中国传统村落。